# گمینا کالینووو
گمینا کالینووو (به لهستانی:  Gmina Kalinowo) یک گمینا در لهستان است که در شهرستان اوک واقع شده‌است. گمینا کالینووو ۲۸۵٫۱۷ کیلومتر مربع مساحت و ۷٬۰۵۹ نفر جمعیت دارد.